# 古洞

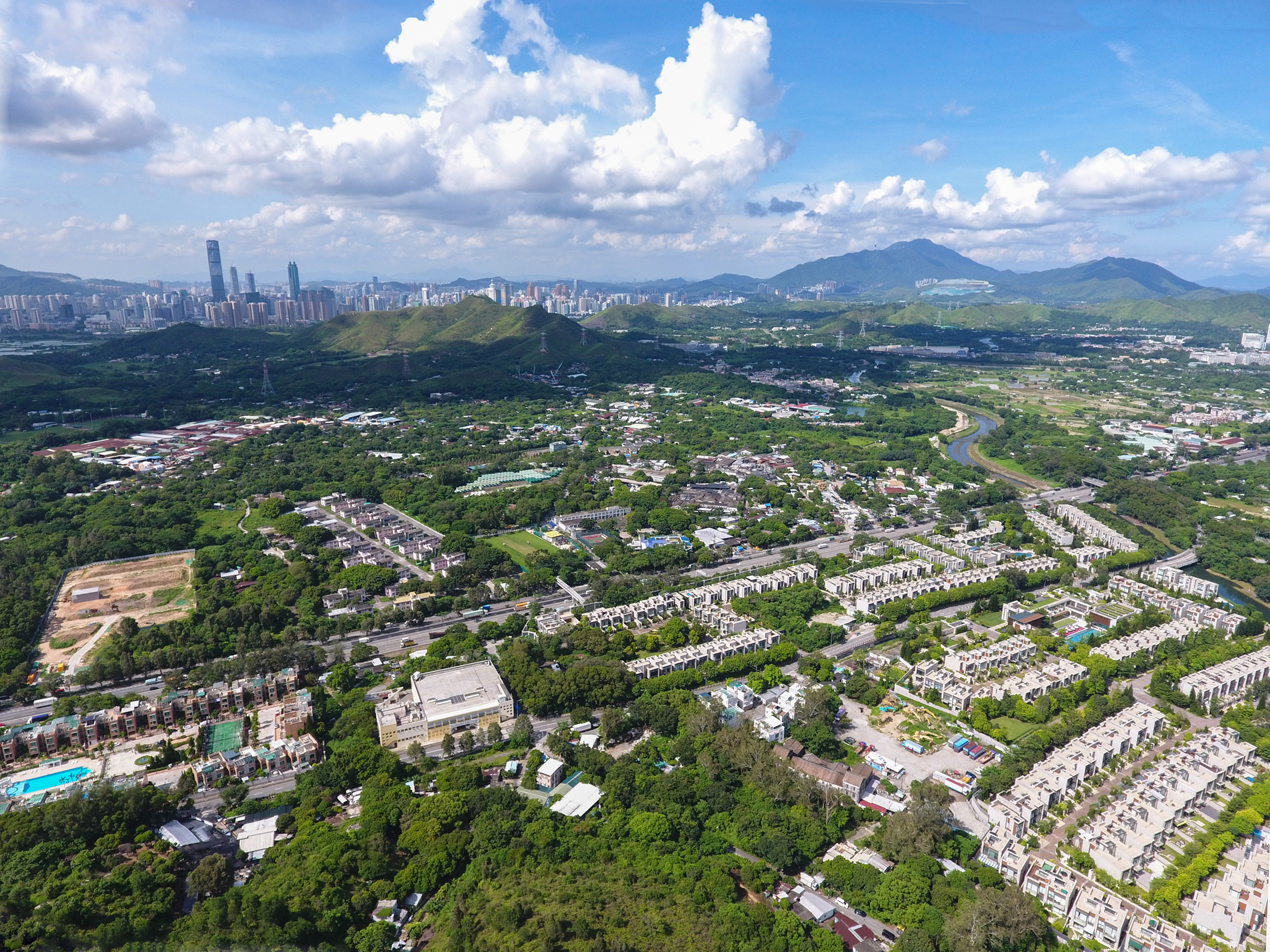
航拍古洞（2017年）：照片左下方小型屋苑爲歐意花園，右下方大型屋苑爲天巒，兩者之間的建築物爲古洞街市購物中心，將照片分割爲上下兩部分的馬路是粉嶺公路和青山公路，歐意花園上方泥地為
已清拆多年的意大利農場村舊址，右側整齊排列的房屋為石仔嶺花園，其上方大片寮屋群落為古洞東方區，其後方小山爲大石磨，大石磨後方的大片高樓建築為深圳市，在照片右半部蜿蜒的河流為雙魚河。

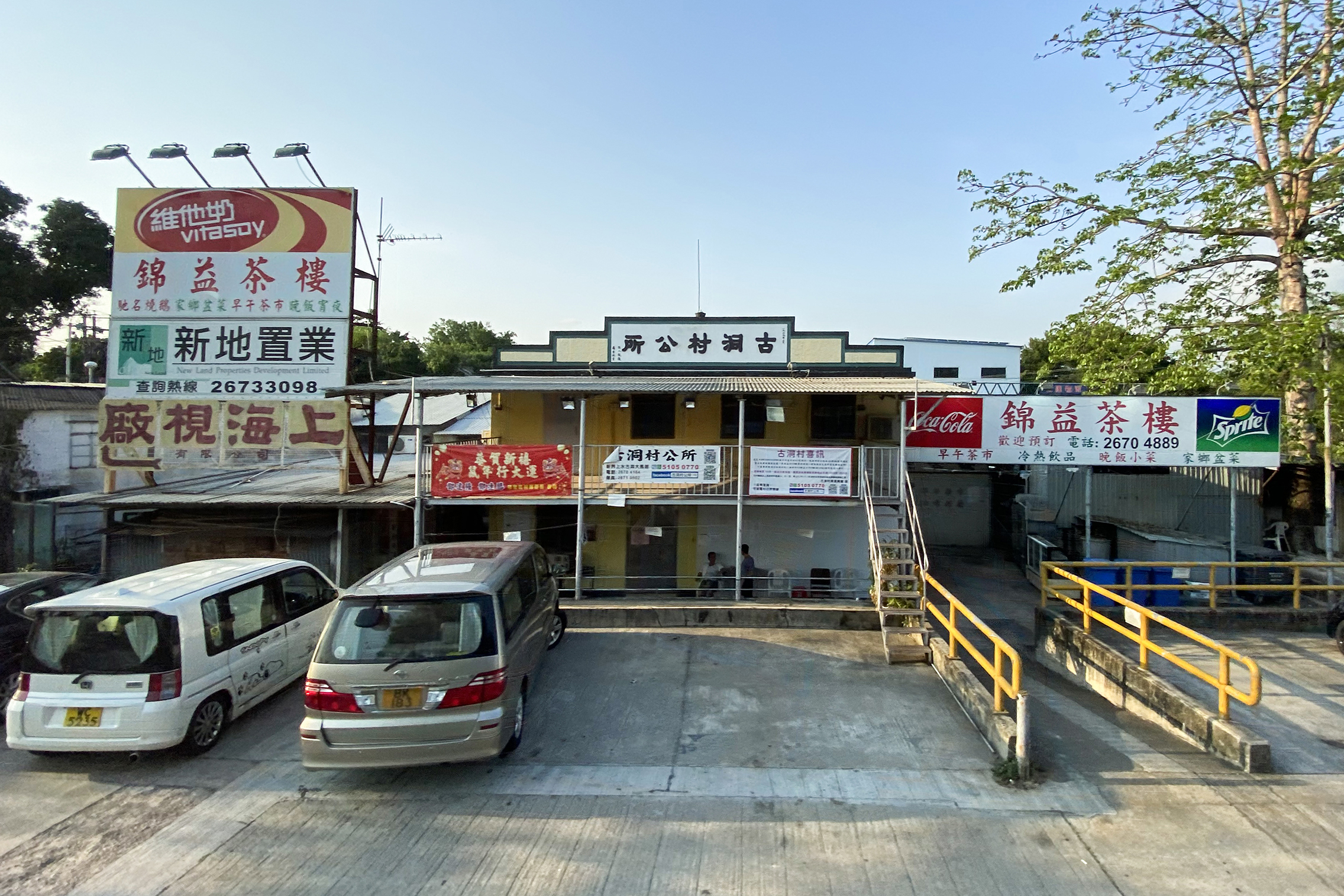
古洞村公所

古洞（英語：Kwu Tung），戰前曾有別稱七鄉，地處香港新界北區上水西部，落馬洲之東南，爲雙魚河流經的一處地方，具體位置為雙魚河的西岸，由於該段青山公路以「古洞段」命名，故部分人甚至政府部門會將「古洞」視爲覆蓋金錢、坑頭、蕉徑等地的地區名稱，但傳統上古洞的核心區僅指金錢和河上鄉以西、白石凹以東、馬草壟以南和麒麟山以北的範圍。
自1945年，古洞成為圍頭人（包括同操粵語莞寶片之東莞人）、客家人與少數潮州人之聚居地，從內地南下的難民在古洞建立了多條寮屋村落，青山公路於古洞的一段更曾發展出規模接近墟市的大馬路市場，但自1978年粉嶺／上水新市鎮開始發展後，古洞的墟市活動逐漸式微，加上不斷有地產發展商收購土地，使原來的村落人口不斷流失。古洞南近白石凹最早於1995年建成小型別墅項目歐意花園，2009年由發展商利用青山公路以南至麒麟山的整片古洞南區域建成大型豪宅項目天巒。2010年代香港特區政府提出發展古洞北新市鎮，相關工程在2019年展開。

## 名稱來源
史籍記載曰：古越蠻居處多以洞或峒為地名，《集韻》載云：蠻人所居曰峒，所以，古洞應該曾有古越蠻人居住。

## 地理

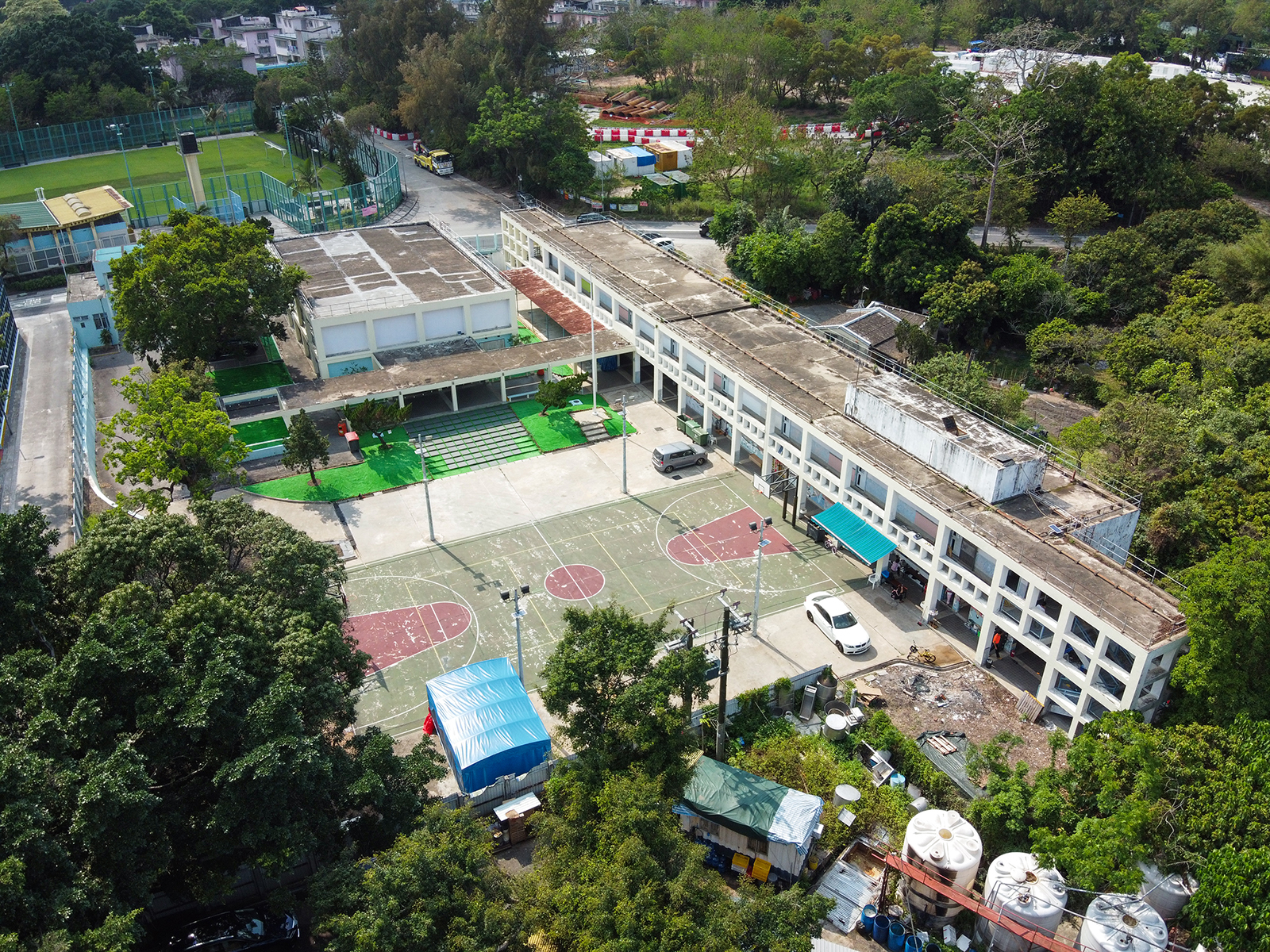
在2004年被殺校的古洞公立愛華學校，現為臨時救護站

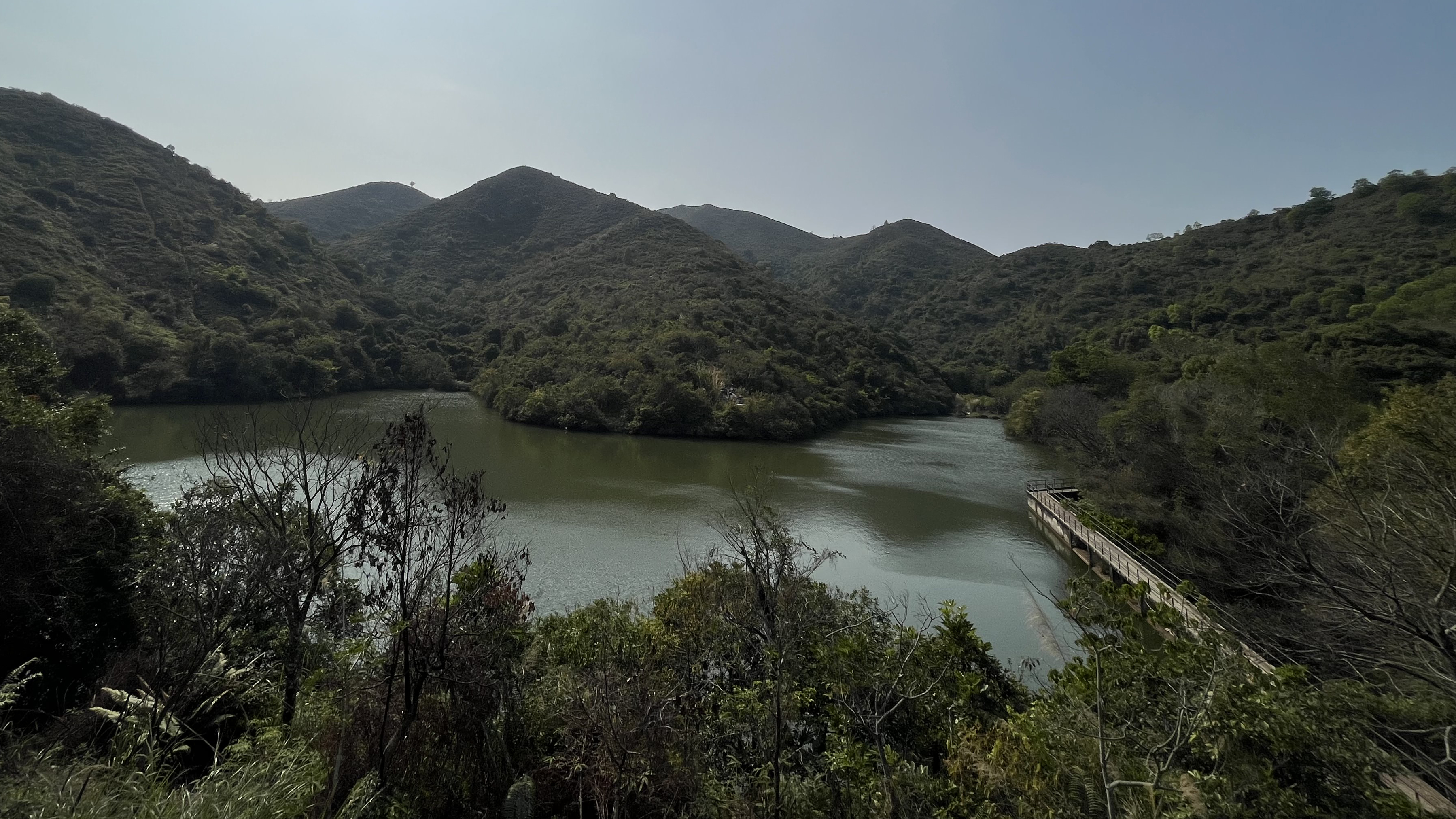
古洞水塘

古洞南北兩邊各有一座山，分別是麒麟山與大石磨。
麒麟山內有座名為古洞水塘的小型農業用水庫，約有三個北區公園一期人工湖的面積，曾經發生溺斃或投塘自盡事件，可由古洞街市十字路口（九龍巴士76K線巴士站）進入古洞南路前往。經過長瀝（長壢）村與雙魚河畔（客家話：河唇），可從西北方觀望位於麒麟山內的古洞水塘水壩（天朗氣清時候，亦可從上水市中心向西南方眺望）。
自2003年嚴重急性呼吸系統綜合症（SARS）疫災過後，麒麟山的古洞水塘成為香港行山人士的旅程途經地點，可往來古洞街市、錦田八鄉、新田米埔、河上鄉、塱原濕地、蓬瀛仙館（蓬瀛僊館）、和合石、林錦公路白牛石嘉道理農場等地點，連繫多條縱橫交錯的行山路徑，組成有一定規模的山徑網絡。大石磨則成為行山愛好者新興線性行程的途經地點，可往來落馬洲、河上鄉、上水華山、打鼓嶺等地。

## 住宅

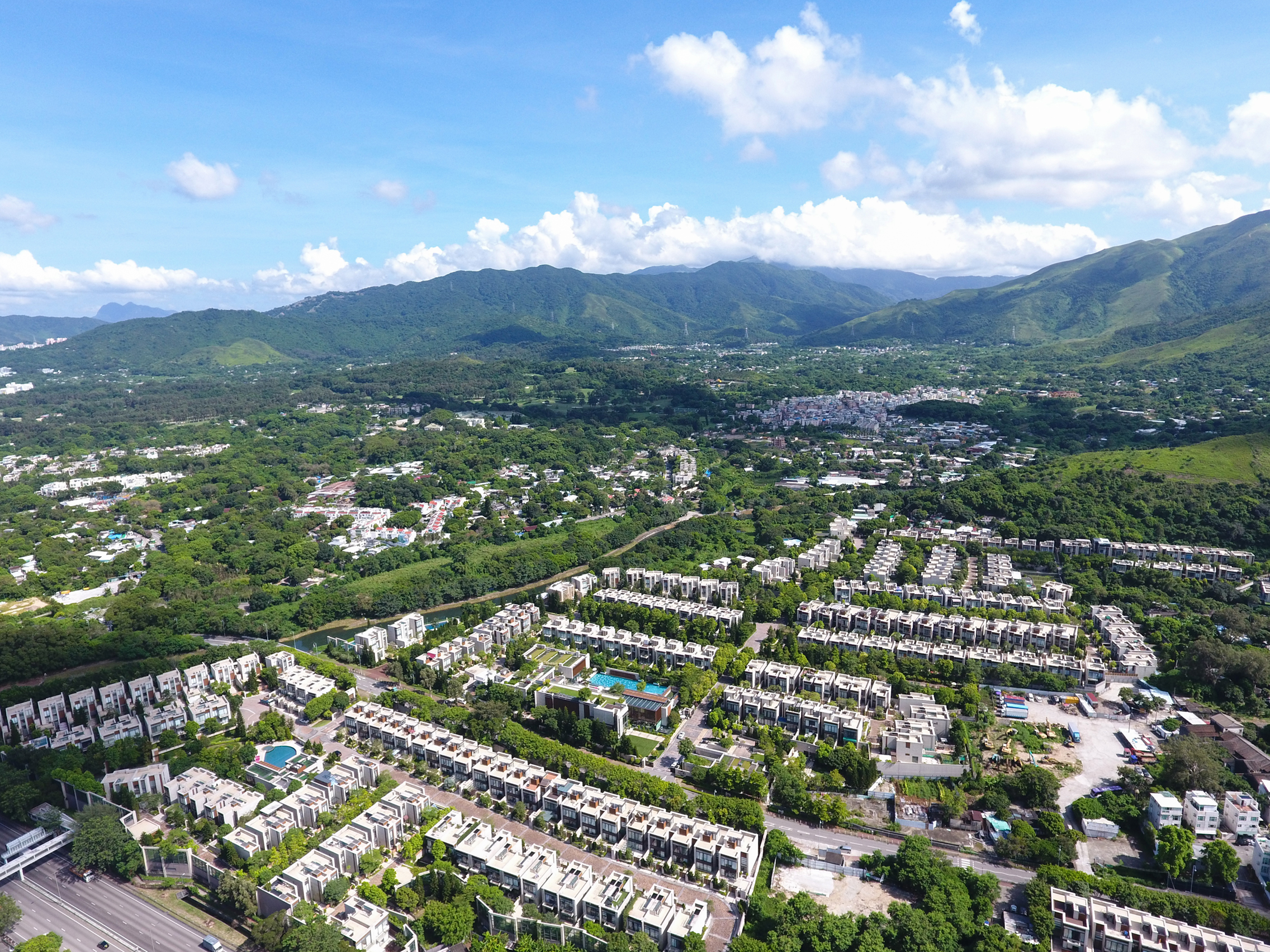
私人屋苑天巒（前）和坑頸村（後）

### 鄉村村落
古洞一帶原來只有一些規模細小的村落，1945年後建立多條非原居民寮屋村落，合稱「古洞村」；粉嶺公路從中穿過分為南北兩區：
- 煙寮村（現稱「古洞煙寮區」）
- 塘角村（現稱「古洞塘角區」）
- 聯和農場（現稱「古洞聯和區」）
- 鳳崗村（現稱「古洞鳳崗區」）
- 東方農場（現稱「古洞東方區」）
- 石仔嶺村
- 意大利農場（於1970年代末完全清拆，因業權糾紛閒置多年）
- 田心村（已重建爲天巒）
- 古洞坑村（已重建爲天巒）
- 醫院前區村（大部分重建爲天巒，僅餘少數村屋）
- 公生農場（已重建爲天巒）
- 聯生農場（南半部大部分重建爲歐意花園，剩餘部分現稱爲「古洞聯生區」）
- 坑頸村，有新界李氏原居民於一百年前由烏蛟騰村分支到現址聚居，另有大埔尾村第廿四卋李華進於戰後亦遷至此地。

### 私人建築
- 歐意花園
- 天巒
- 何東後人申請建屋，供夾心階層居住（原址為東英學圃）[6]
- 仁華廬（位於煙寮區，祖籍梅縣之楊氏印尼客家華僑來港辦學所建之書塾）
- 將軍府（田心區）

### 公營房屋
- 古雋邨（興建中）
- 古洞北24區專用安置屋邨（興建中）

## 經濟發展

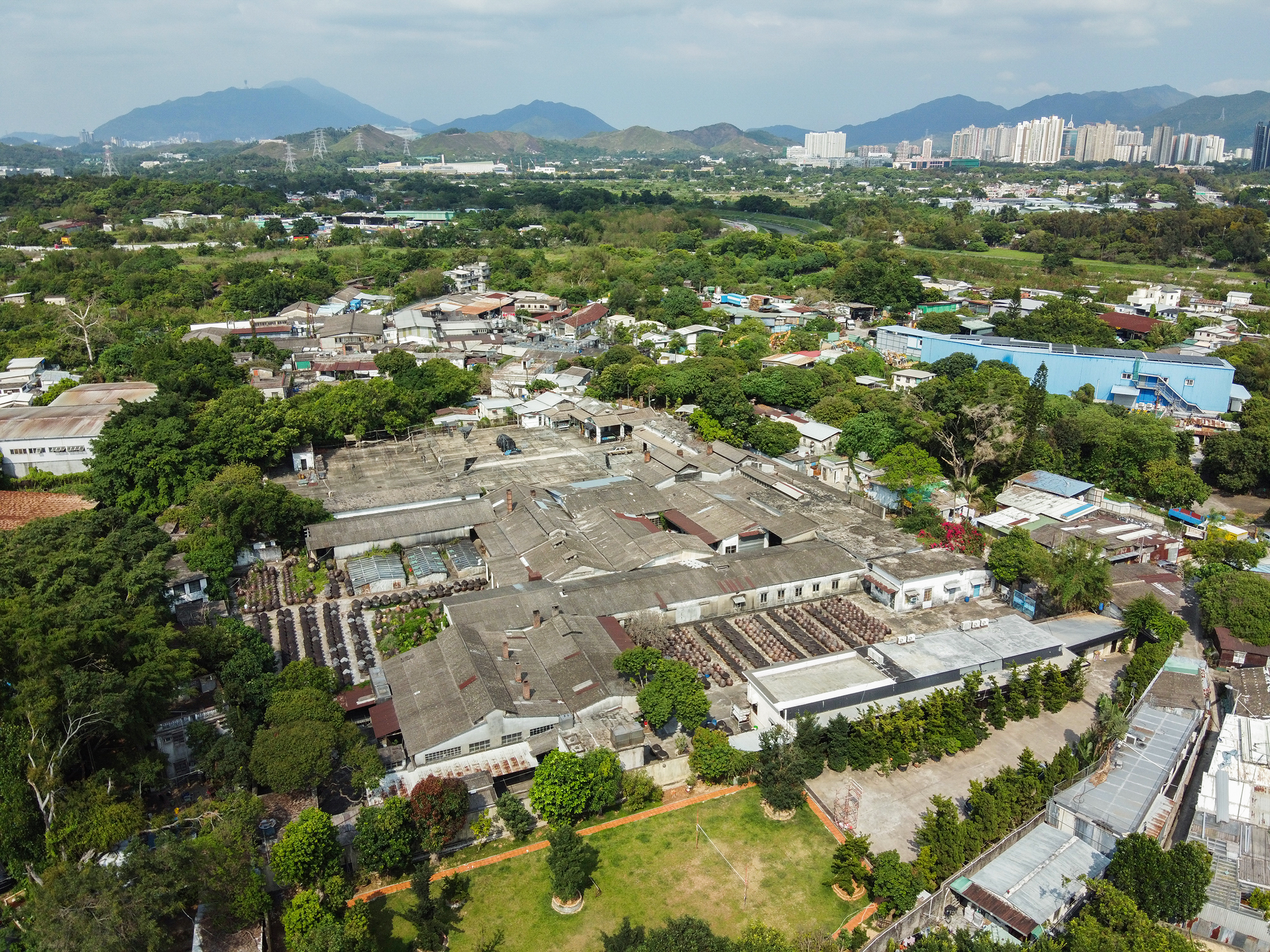
廣德隆製造食品廠

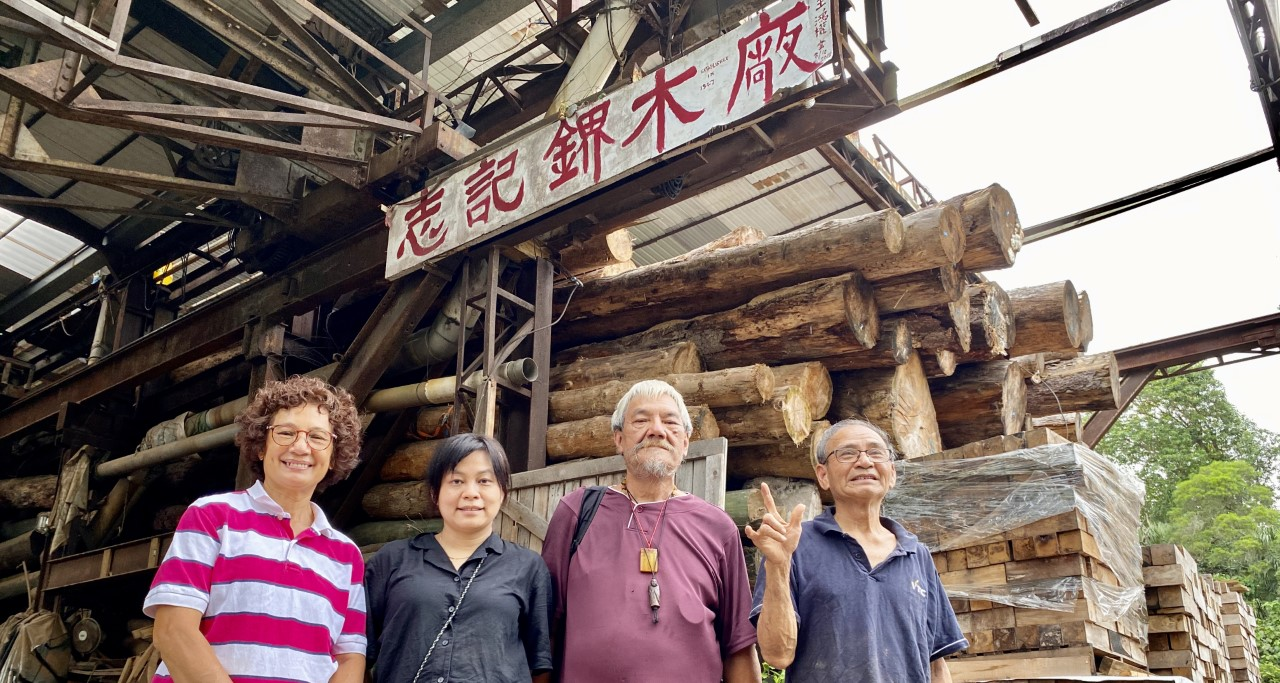
位於馬草壟的志記鎅木廠第二代传人王鸿权（右一）、弟弟王鸿强（右二）、妹妹王美娇（左一）与他们的姪女、木厂第三代传人黄雯妮，希望保留超过70年的木厂招牌

古洞曾經很繁盛，除了市集外，還有農業和工業發展。其中有逾70年歷史，位於馬草壟的志記鎅木廠在1983年由港島搬到古洞，被稱為香港碩果僅存的工業之一，同時為全港最後一間鎅木廠。電影《寒戰2》曾借用志記的廠房拍攝。到2022年6月30日，鎅木廠社交專頁表示搬遷死線已經屆滿，並指目前有大量木材在廠房內，擔心要送往堆填區棄置，希望能夠延遲清場，事件亦引起公眾關注。其後地政總署的回覆指清場日子延至2022年9月13日。
另外，自1960至70年代起陸續有多間醬園由市區搬到這裡，該處全盛時期也有10多間，作為製作醬油、各式醬料。醬園為村民提供工作機會外，也供應本港需要及出口至海外。目前只有廣德隆製造食品廠和規模最大的悅和食品廠繼續運作，但隨着新界東北發展計劃，將面臨清拆命運。（黑旋風殺蟲水亦於古洞生產）

## 社區保育
2024年5月，由文化導賞策劃人黃棕澤先生策劃的「北區有段古」導賞團，希望能保育古洞歷史。導賞團內容長達兩小時。導賞活動曾以實體形式進行。

## 社區設施

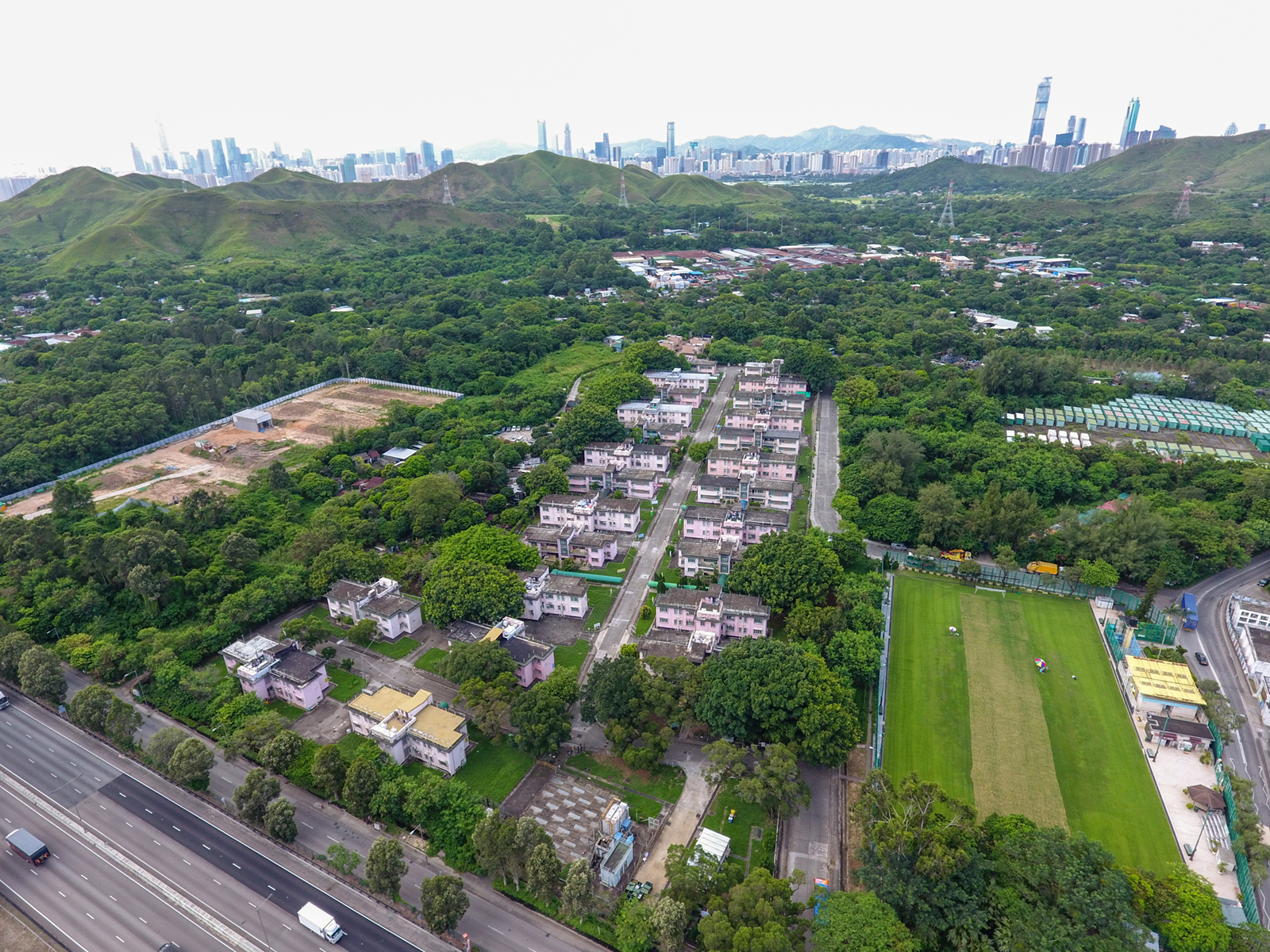
石仔嶺花園全貌

- 石仔嶺花園（已拆卸）

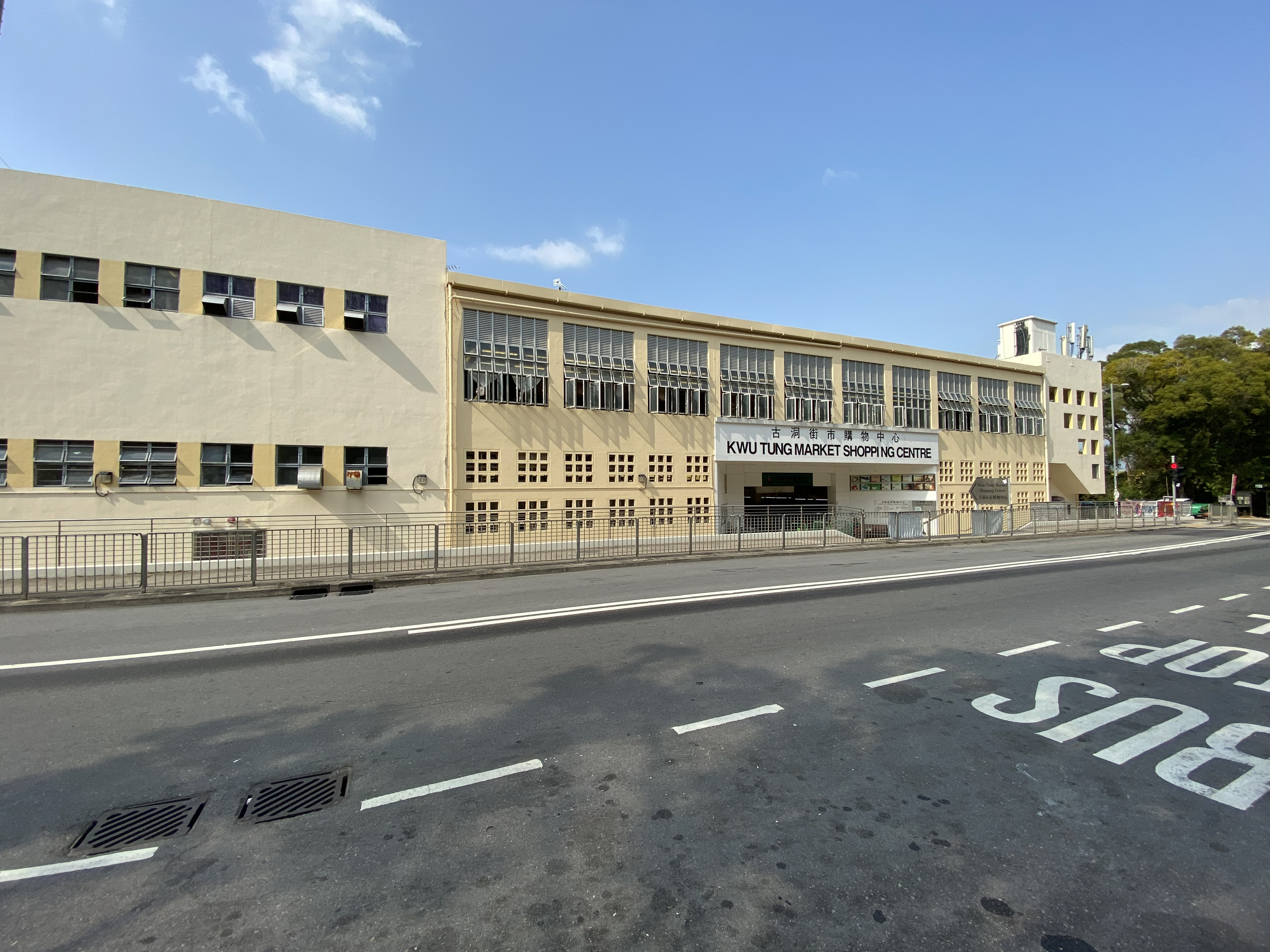
古洞街市購物中心
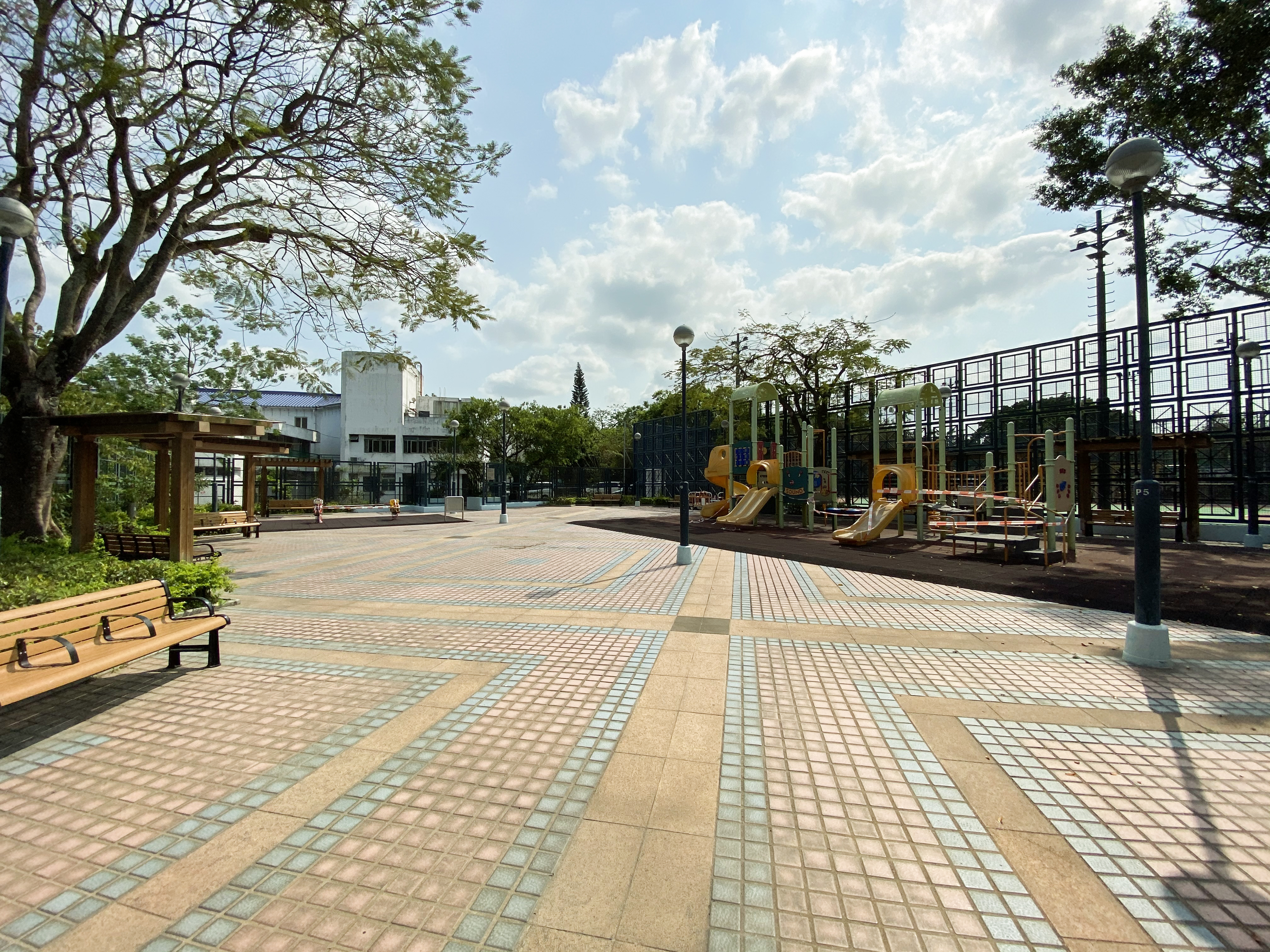
古洞遊樂場
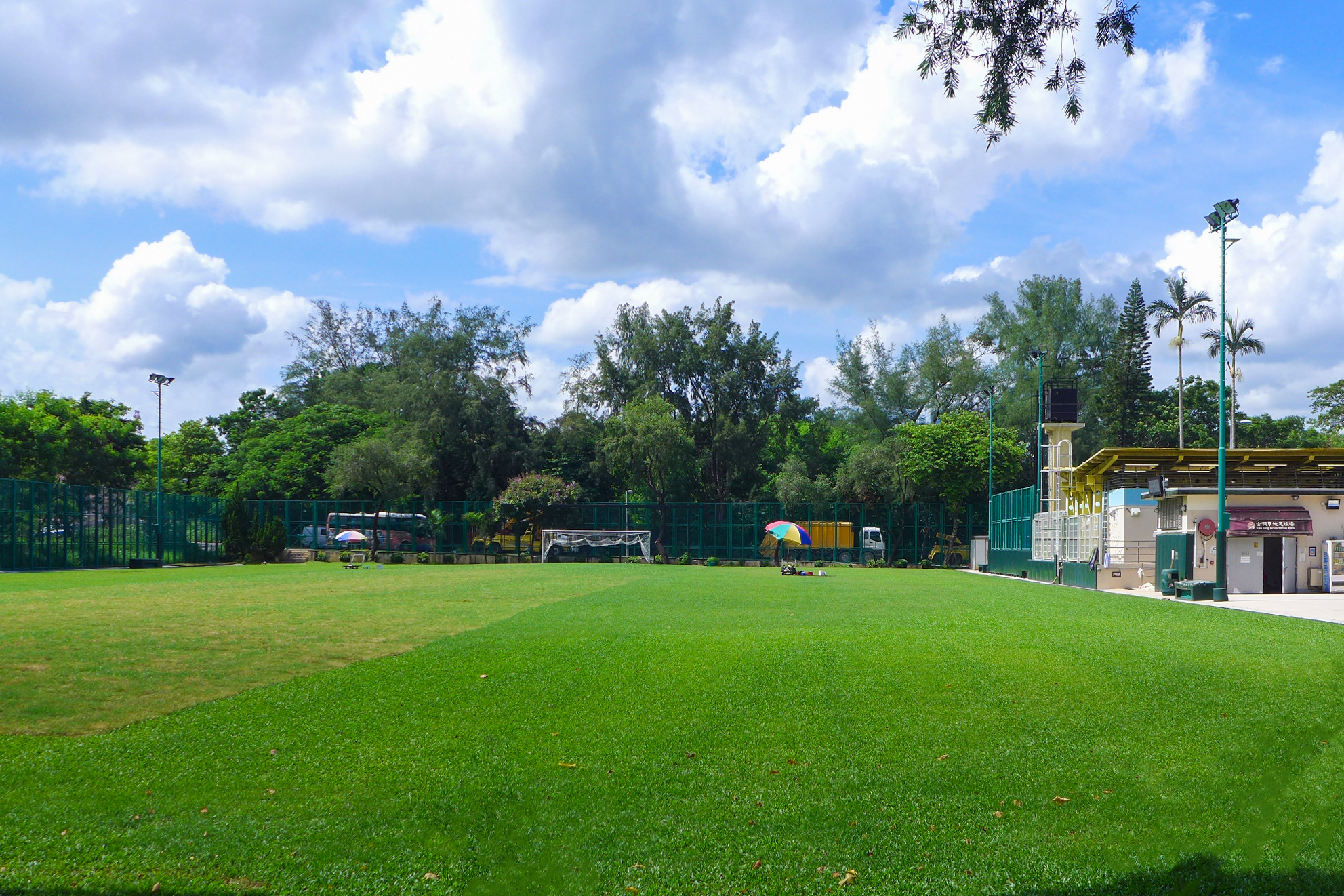
古洞草地足球場
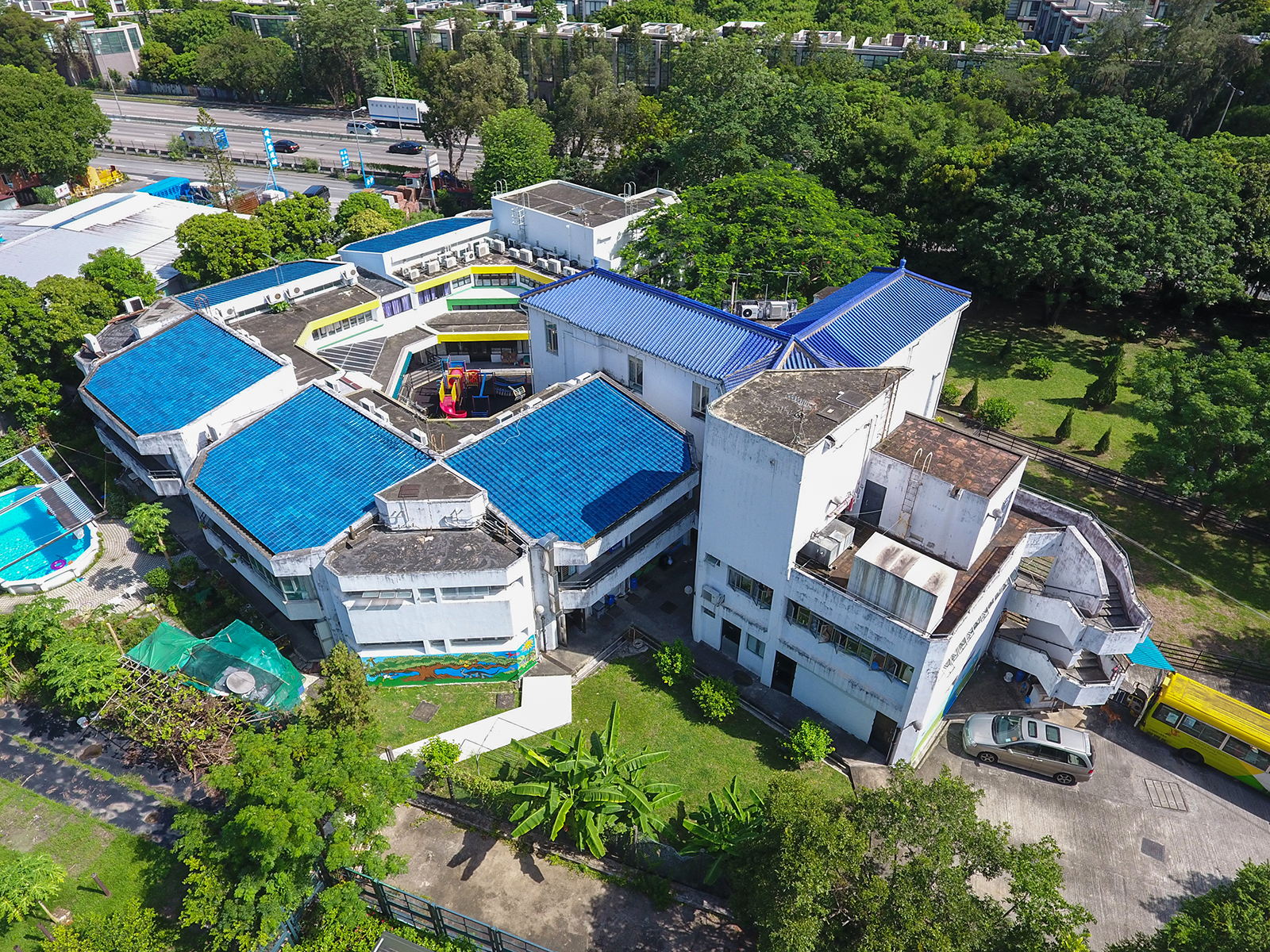
可愛忠實之家
- 古洞北臨時救護崗（原古洞公立愛華學校）
- 古洞北福利服務綜合大樓
- 香海正覺蓮社佛教陳式宏學校新校舍（擬建）

- 古洞街市購物中心
- 古洞遊樂場
- 古洞草地足球場
- 可愛忠實之家

## 歷史建築
- 何東夫人醫局

## 交通
- 九龍巴士76K線
- 公共小巴元朗至上水線
- 新界專線小巴51K線
- 新界專線小巴50K線

### 新界區專線小巴50A線
- 上水站 ↺ 古洞

### 主要道路
- 古洞路（由坑頭76K往元朗方向巴士站開始直至文天祥公園惇裕學校旁）
- 青山公路－洲頭段及古洞段（皇崗至落馬洲過境穿梭巴士站至粉錦公路路口）
- 河上鄉路（青山公路路口至古洞鳳崗區）
- 馬草壟路
- 金錢路（新界喇沙中學側邊到牛地雙魚河鄉村會所一帶）
- 坑頭路（古洞金坑路起點至坑頭50K小巴站一帶）
- 粉嶺公路（上水迴旋處至白石凹交匯處）

## 重大事件

### 清拆非法屋事件

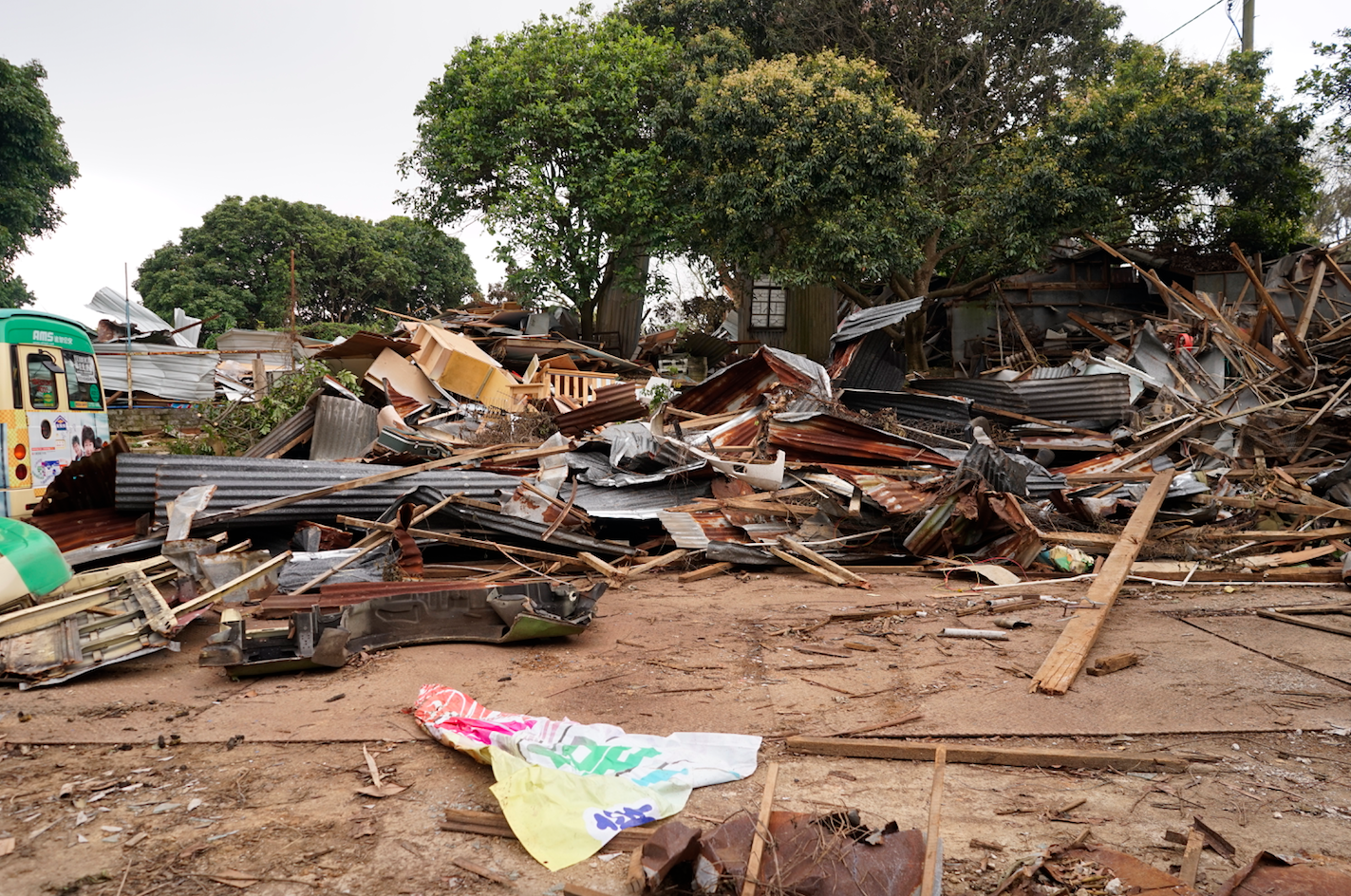
2016年3月14日上午約8時，古洞村3間單層村屋突然被夷為平地

- 2016年3月14日上午約8時，古洞村3間單層村屋突然被夷為平地，鐵皮、家具及全家幅等散落一地，兩戶居住超過60年的住客報警求助。警員接報到場，於50米外發現3部推土機，相信與事件有關，但相關的司機及工程人員則不見蹤影。警方正展開調查，暫列作刑事毀壞案處理。[11]住客指2015年12月已向法庭申請逆權侵佔。唯其中一間完全位於恒基地產的地皮上，並承認其土地上有建築被拆。[12]

## 新市鎮發展
政府計劃將古洞北村一帶發展為古洞北新市鎮，佔地498公頃，設計容量為10萬人，最快於2017年初開始發展。新市鎮南部有港鐵東鐵綫落馬洲支線穿過，並且在新市鎮中心預留古洞站。

## 區議會議席分佈
由於古洞鄉村人口不足以成為一個區議會選區，所以往往跟鄰近的河上鄉、雙魚河沿線及羅湖等鄉村範圍劃為同一個選區。
| 年度/範圍 | 2000-2003    | 2004-2007    | 2008-2011    | 2012-2015    | 2016-2019    | 2020-2023    |
| --------- | ------------ | ------------ | ------------ | ------------ | ------------ | ------------ |
| 整個古洞  | 上水鄉郊選區 | 上水鄉郊選區 | 上水鄉郊選區 | 上水鄉郊選區 | 上水鄉郊選區 | 上水鄉郊選區 |

## 外部連結
维基共享资源上的相關多媒體資源：古洞